# Kevin Strootman
Kevin Strootman  (n. 13 februarie 1990, Ridderkerk, Olanda de Sud, Țările de Jos) este un fotbalist neerlandez retras din activitate, care a jucat pe post de mijlocaș la echipe ca Roma, Marseille și Sparta Rotterdam. Pe plan internațional, are prezențe la națională pentru Țările de Jos U19⁠(d), Țările de Jos U21⁠(d) și Țările de Jos.

## Statistici

### Club
|                  |                  |                  | Campionat | Campionat | Cupă    | Cupă   | Continental | Continental | Altele  | Altele | Total   | Total  |
| Sezon            | Club             | Campionat        | Meciuri   | Goluri    | Meciuri | Goluri | Meciuri     | Goluri      | Meciuri | Goluri | Meciuri | Goluri |
| ---------------- | ---------------- | ---------------- | --------- | --------- | ------- | ------ | ----------- | ----------- | ------- | ------ | ------- | ------ |
| 2007–08          | Sparta Rotterdam | Eredivisie       | 3         | 0         | 0       | 0      | –           | –           | –       | –      | 3       | 0      |
| 2008–09          | Sparta Rotterdam | Eredivisie       | 25        | 2         | 3       | 1      | –           | –           | –       | –      | 28      | 3      |
| 2009–10          | Sparta Rotterdam | Eredivisie       | 28        | 2         | 3       | 3      | –           | –           | 4       | 0      | 35      | 5      |
| 2010–11          | Sparta Rotterdam | Eerste Divisie   | 16        | 4         | 1       | 0      | –           | –           | –       | –      | 17      | 4      |
| 2010–11          | FC Utrecht       | Eredivisie       | 14        | 2         | 2       | 0      | 0           | 0           | –       | –      | 16      | 2      |
| 2011–12          | PSV              | Eredivisie       | 30        | 2         | 5       | 1      | 11          | 3           | –       | –      | 46      | 6      |
| 2012–13          | PSV              | Eredivisie       | 32        | 6         | 5       | 1      | 4           | 1           | 1       | 0      | 42      | 8      |
| 2013–14          | Roma             | Serie A          | 25        | 5         | 4       | 1      | –           | –           | –       | –      | 29      | 6      |
| Totaluri carieră | Totaluri carieră | Totaluri carieră | 173       | 23        | 23      | 7      | 15          | 4           | 5       | 0      | 216     | 34     |

Statistici actualizate la 2 aprilie 2014.

### Internațional
Statistici actualizate la 5 martie 2014.
| Țările de Jos | Țările de Jos | Țările de Jos |
| An            | Meciuri       | Goluri        |
| ------------- | ------------- | ------------- |
| 2011          | 10            | 1             |
| 2012          | 5             | 0             |
| 2013          | 9             | 2             |
| 2014          | 1             | 0             |
| Total         | 25            | 3             |